# 不動産テック
不動産テック（リアルエステートテック、Real Estate Tech）とはテクノロジーの力によって、不動産売買、賃貸、投資の新しい仕組みを生み出したり、従来の商慣習を変えようという取り組みのこと。英語では、property technology (proptech、PropTech、prop-tech）あるいはreal estate technologyと呼ばれ、 不動産業に情報技術とプラットフォーム・エコノミクスを適用することを指す。

## 概要
「不動産」と「テクノロジー」を掛け合わせた造語で、不動産×IT分野で活躍するスタートアップ、不動産ポータルサイト運営企業などから生まれた新しい不動産サービスを意味する。
物流（不動産）についての「物流」と「テクノロジー」をあわせた「物流テック」もある。

## 背景
日本の不動産市場は、世界の中でも透明性が低いと言われており、また産業別のデジタル化指数を見ても不動産関連の産業は軒並み低位に位置しており、もはや「時代遅れ」の産業となりつつある。その一方、近年では金融業界における「FinTech（フィンテック）」に続き、「Real Estate Tech」とも呼ばれる不動産テクノロジー企業が続々とベンチャー・キャピタルからの出資を受けて急成長を遂げている。
不動産テックが急速に拡大している背景には日本特有の文化と政府による後押しがある。日本では「新築信仰」が根強く、不動産取引全体に占める中古物件の割合は約14.7％程度にとどまる。これは欧米諸国と比べると1/6程度と極めて低い数字であり、新築市場の価格上昇にも後押しされる形で今後の急速な市場拡大が見込まれる。また全国における空き家問題も深刻なことから、政府は不動産売買・重要事項説明のインターネット解禁や、不動産データの一元化など取引インフラの整備に着手し、中古住宅市場を現在の２倍の20兆円に増やす目標を掲げている。

## 不動産テックのサービス領域
不動産テックのサービス領域は、インターネットを利用した顧客同士のダイレクトマッチング、人工知能を利用した価格推定・物件提案、IoTを利用したスマートロックや住宅のスマートホーム化、VR（バーチャルリアリティ）を利用した内覧システムなど多岐にわたっている。